# 广东省第二人民医院
广东省第二人民医院（广东省应急医院、暨南大学附属省二医院），位于广东省广州市海珠区赤岗街道新港中路。前身为中国人民解放军第177医院，于1947年8月5日建立，1998年移交地方后更名为广东省177医院，2004年现名至今。
医院占地面积约5万平方米，建筑面积13.2万平方米，现有医务人员约1000名。
2020年4月28日，广东省第二人民医院接管民航廣州醫院，並更名為「廣東省第二人民醫院民航院區」。2020年7月1日，“廣東省第二人民醫院民航院區”正式挂牌。位于新港中路的院本部也随之更名为“广东省第二人民医院琶洲院区”。

## 院区

### 直属院区
- 琶洲院区：位于广州市海珠区赤岗街道新港中路466号大院。
- 民航院区：位于广州市白云区三元里街道机场路290号。

### 托管医院
- 增城医院[9]（广东省水电医院）：分北、南两个院区，分别位于广州市增城区永宁街道和新塘镇。
- 阳山医院（阳山县人民医院）：位于广东省清远市阳山县阳城镇文塔路206号。
- 肇庆医院（肇庆市中心人民医院、四会市人民医院）：分仓岗院区、东城院区两个院区，仓岗院区位于肇庆市四会市城中街道前进路3号，东城院区位于四会市东城街道商业大道55号。[10]
- 云浮医院（云浮市云安区第二人民医院）[11]：位于广东省云浮市云安区镇安镇镇安大道520号。
- 东莞医院[12]（东莞市寮步医院）：位于广东省东莞市寮步镇寮城西路107号。
- 东莞三局医院[13]：位于广东省东莞市塘厦镇花园新街北10号。
- 饶平医院（饶平县第二人民医院）：位于广东省潮州市饶平县新丰镇[14]。
- 惠来医院（惠来县人民医院）：位于广东省揭阳市惠来县惠城镇惠西路230号[15]。
- 天河医院[16]（广东燕岭医院）：位于广东省广州市天河区兴华街道粤垦路533号。
- 福泉医院（福泉市第一人民医院）：位于贵州省黔南布依族苗族自治州福泉市。
- 贵定医院[17]：位于贵州省黔南布依族苗族自治州贵定县。

## 交通
- 地铁：八号线赤岗站